# 레일 시뮬레이터
레일 시뮬레이터(Rail Simulator)는 일렉트로닉 아츠가 배급한 철도 시뮬레이션 게임이다. 쿠주 엔터테인먼트가 제작하였다. EU 버전이 발매된 이후 이 타이틀에 대한 EA의 지원과 추가 개발은 레일 시뮬레이터 디밸롭먼츠사에 넘겨졌으며 업데이트, 수정, 공식 확장팩, 그리고 플레이어를 위한 새로운 콘텐츠의 제공을 계속하고 있다. RSDL은 또한 레일웍스라는 첫 게임의 후속작을 출시했다.